# Cirrospilus elegantissimus
Cirrospilus elegantissimus is een vliesvleugelig insect uit de familie Eulophidae. De wetenschappelijke naam is voor het eerst geldig gepubliceerd in 1832 door Westwood.